# هلاما (شهرستان هیو)
هلاما (به لاتین: Hellamaa) یک منطقهٔ مسکونی در استونی است که در دهستان پوهالپا واقع شده‌است.